# Lusernbi
Lusernbi (Melitta leporina) är en biart som först beskrevs av Georg Wolfgang Franz Panzer 1799. Lusernbi ingår i släktet blomsterbin, och familjen sommarbin. Inga underarter finns listade.

## Beskrivning
Lusernbiet har svart grundfärg och blekbrun till gulbrun päls på mellankroppen. Mitt på ryggen, mellan vingarna, har arten ett mörkt band. Hanens päls är ljusare än honans, och kan på huvud och mellankroppens undersida ha en närmast vitaktig färg. Bakkroppen har breda hårband på bakkanterna av tergiterna 2 till 4 (samt tergit 5 hos hanen). Tergit 1 är helt vithårig, och resten av bakkroppen svarthårig. På bakbenen har honan gula hårsamlingar för polleninsamling, scopa. Arten blir 10 till 12 mm lång. Lusernbiet är mycket likt rödtoppebi (M. tricincta).

## Ekologi
Habitatet utgörs främst av sandjordar, ibland uppblandat med lera, som åker- och vägrenar samt ruderatmarker som flygfält och militära övningsmarker. Arten kan även påträffas i trädgårdar.
Flygtiden varar från slutet av juni till augusti. Arten är oligolektisk och samlar endast pollen från ärtväxter som lusernsläktet, åsnetörne, klöversläktet och sötväpplingssläktet.

### Fortplantning
Boet är underjordiskt, och grävs ut på mark med riklig undervegetation, vilken hjälper till att kamouflera ingången. Boet inleds med en nära nog vertikal gång, från vilken flera horisontella gångar löper, var och en utmynnande i en larvcell. Bona anläggs gärna i små kolonier tillsammans med andra bon från samma art. Artens bon kan parasiteras av prickgökbi, vars larv dödar värdägget eller -larven och lever på det insamlade matförrådet.

## Utbredning
Lusernbiet finns i Europa från England och Wales i väster via södra och mellersta Europa till Vladivostok och Mongoliet i öster, samt till Iberiska halvön i söder samt mellersta Sverige och södra Finland i norr..
I Sverige förekommer den fragmenterat från Skåne till södra Dalarna, Tyngdpunkten ligger i Skåne, Gotland, Öland och Östergötland till Mälarlandskapen och Dalarna.
Enligt den svenska Artdatabanken är arten klassificerad som livskraftig ("LC") i  Sverige.
I Finland där arten är rödlistad som nära hotad ("NT") av Finlands Artdatacenter, har den observerats längs sydkusten samt i öster upp till Norra Karelen. Observationerna är emellertid till stor del föråldrade; under 2000-talet har arten egentlgen bara observerats i Södra Savolax och Egentliga Finland, med enstaka ströfynd i Nyland och Södra Karelen.